# ري جن إل
ري جن إل (بالهانغل: 리준일، وبالهانجا: 李俊一. ولد في 24 أغسطس 1987 في بيونغيانغ) لاعب كرة قدم كوري شمالي يلعب حاليا لصالح نادي سوبايسكو الكوري الشمالي .

## روابط خارجية
- ري جن إل على موقع الاتحاد الدولي (مؤرشف)  (الإنجليزية)
- ري جن إل على موقع قاعدة بيانات كرة القدم.إي يو (الإنجليزية)
- ري جن إل على موقع ناشيونال فوتبول تيمز (الإنجليزية)